# Brut Wien

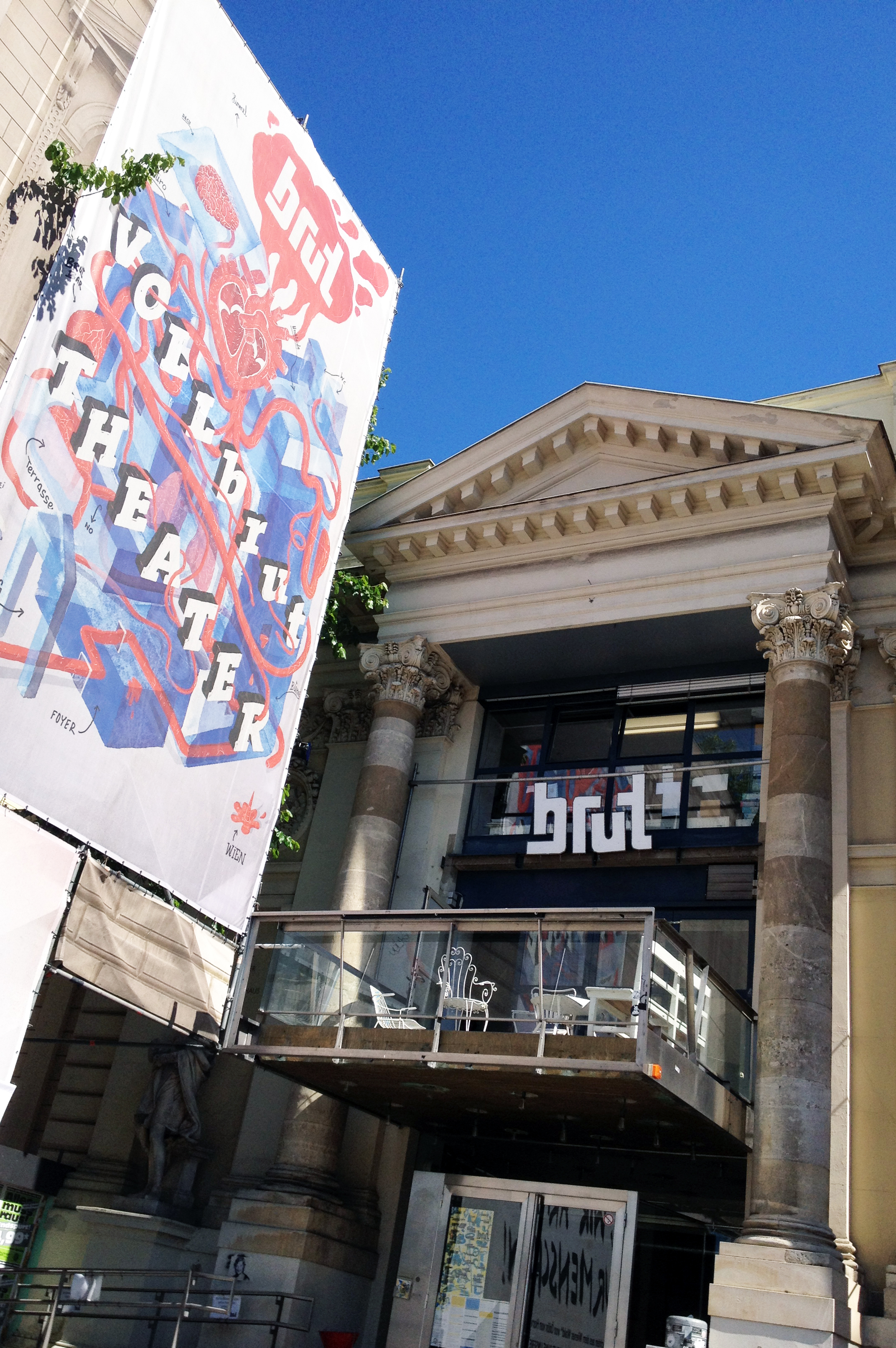
brut im Künstlerhaus (2014)

Das brut Wien ist eine Organisation, die Koproduktionen für die freie österreichische und internationale Theater-, Performance- und Tanzszene realisiert und dabei auch eine Spielstätte zur Verfügung stellt.

## Geschichte

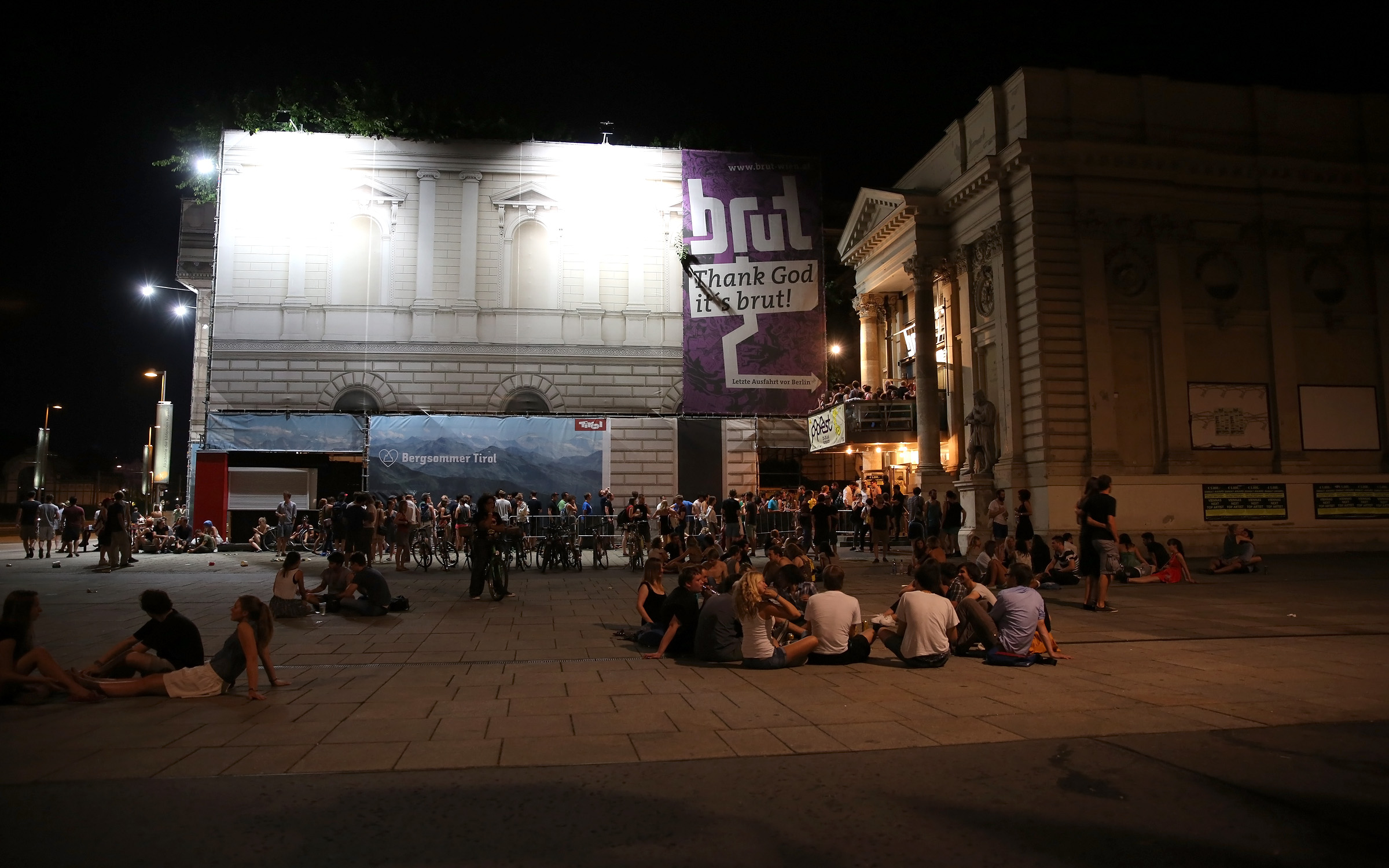
brut im Künstlerhaus (2013)

Seit seiner Gründung im Jahr 2007 finden durch brut neben zeitgenössischer Performance, Tanz und Theater auch Vorträge, Diskussionen und Workshops statt. Der Fokus des Programms liegt auf spartenübergreifender Kunst und der Verschränkung von popkulturellen mit künstlerisch avancierten Formaten. Gründungsintendanten waren Thomas Frank und Haiko Pfost, die bis 2013 gemeinsam die künstlerische Leitung innehatten und für die Spielzeit 2008/2009 mit dem Spezialpreis des Nestroy-Theaterpreises 2009 ausgezeichnet wurden.
Leiterin ist seit der Saison 2015/16 Kira Kirsch, die bis dahin leitende Dramaturgin beim steirischen herbst in Graz war. Im Juni 2025 wurde bekanntgegeben, dass ab der Saison 2026/27 der polnische Festivalleiter und Dramaturg Tomasz Kirenczuk die Leitung übernehmen soll.

## Spielstätten
Von 2007 bis 2021 war brut im rechten Flügel des Künstlerhauses untergebracht (Brut im Künstlerhaus). Ab der Saison 2017/18 wurden 90 verschiedene Orte in 19 Wiener Gemeindebezirken bespielt und seit März 2021 bespielt brut das neue temporäre Hauptquartier „brut nordwest“, eine zwischengenutzte Industriehalle in der Brigittenau. 

## Künstler und Kooperationen

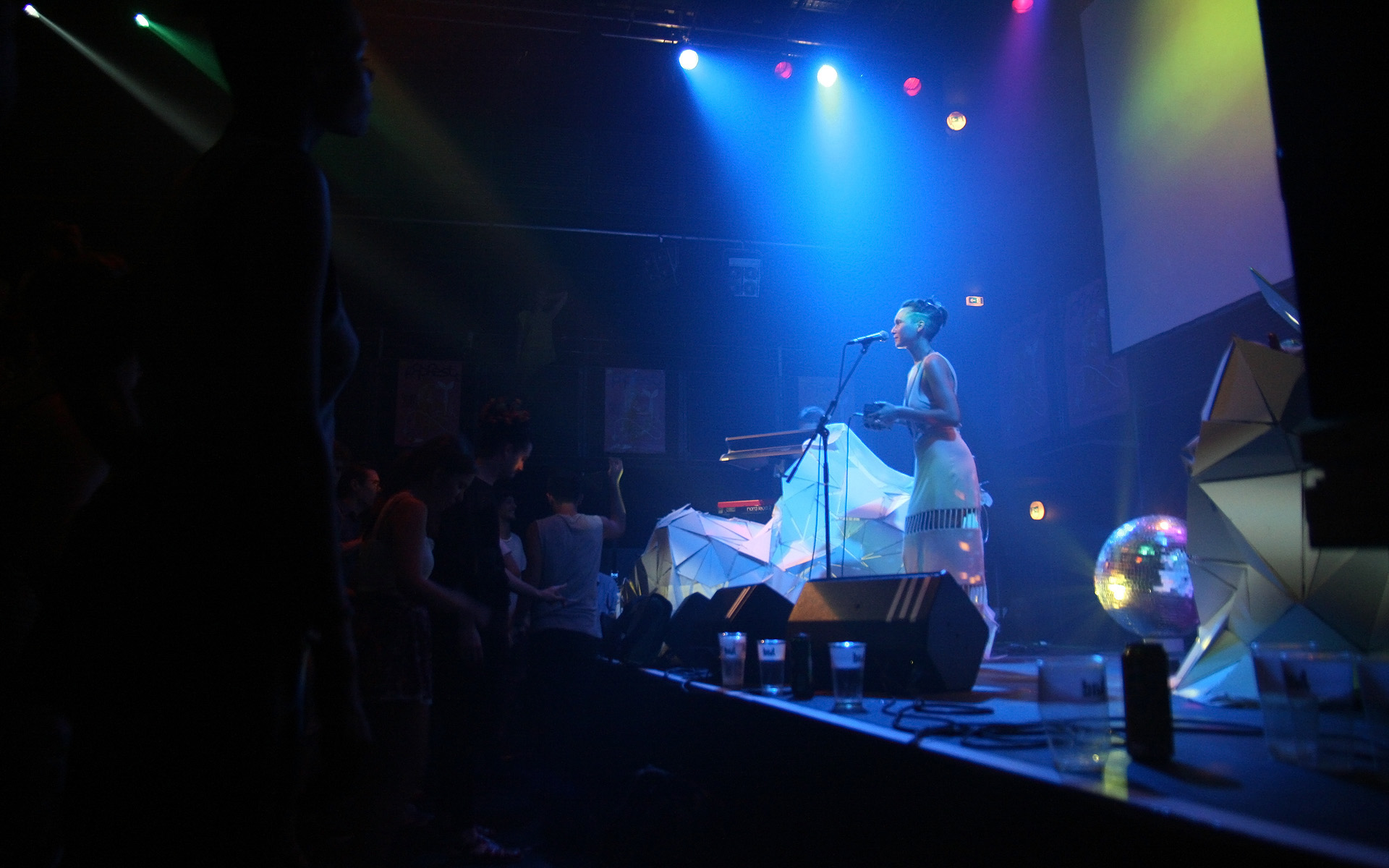
Konea Ra im brut im Künstlerhaus (Popfest 2012)

Knapp zwei Drittel der gezeigten Performances sind Koproduktionen mit österreichischen Künstlern und Künstlergruppen. Eine regelmäßige Zusammenarbeit besteht mit Künstlern und Künstlergruppen wie God’s Entertainment, Anne Juren, Michikazu Matsune, Die Rabtaldirndln, Oleg Soulimenko, Theater im Bahnhof, Nesterval und Doris Uhlich. Außerdem sind die jeweiligen Räumlichkeiten von brut regelmäßig Spielstätte von Festivals wie Freischwimmer und imagetanz. Seit 2011 war brut im Künstlerhaus einer der Veranstaltungsorte des Popfest und seit 2014 des Waves Vienna.
brut ist Gründungsmitglied von „PAKT WIEN Plattform der Häuser darstellender Künste“ sowie Teil von „Be SpectACTive!“ und „Die Vielen“.